# Daniele Zoratto
Daniele Zoratto  est un footballeur italien, né le 15 novembre 1961 à Esch-sur-Alzette au Luxembourg, évoluant au poste de milieu de terrain, reconverti en entraîneur.

## Carrière de joueur
- 1978-1979 : Piobbico  Italie
- 1979-1980 : AS Casale Calcio  Italie
- 1980-1981 : Bellaria  Italie
- 1981-1982 : AC Cesena  Italie
- 1982-1983 : Rimini  Italie
- 1983-1989 : Brescia  Italie
- 1989-1994 : Parme FC  Italie
- 1994-1995 : Calcio Padova  Italie

## Équipe nationale
- 1993 : 1 sélection et 0 buts avec l'équipe d'Italie

## Carrière d'entraîneur
- 1995-1997 : Voluntas Calcio  Italie
- 1997-2002 : Brescia  Italie (équipe de jeunes)
- 2004-2006 : Parme FC  Italie (Entraîneur-adjoint)
- 2006-Fév. 2007 : Modène FC  Italie
- Avr. 2008-Jan. 2009 : Modène FC  Italie
- Nov. 2009-Jan. 2010 : Torino FC  Italie (Entraîneur adjoint)

## Palmarès de joueur
- 1 Coupe d'Italie : 1991-92 Parme FC
- 1 championnat de Serie C1 : 1984-85 Brescia Calcio
- 1 Coupe d'Europe des vainqueurs de coupe : 1992-93 Parme FC
- 1 Supercoupe de l'UEFA : 1993 Parme FC